# Amon Düül
Amon Düül fue en principio una comunidad artística surgida a fines de la década de 1960 en Alemania, a través de la cual se llevó adelante un proyecto musical del mismo nombre (también conocido como "Amon Düül I"), grupo de rock psicodélico, precursor del movimiento krautrock.
La banda desembocaría en el más conocido Amon Düül II.

## Historia
Este colectivo artístico, fuertemente influenciado por las ideas de la contracultura hippie en boga en los años 60, contó entre sus filas a nombres como Eleonora y Rainer Bauer, Klaus Esser, Angelika Filanda, Wolfgang Krischke, Peter y Ulrich Leopold o John Weinzierl, entre otros.
Llegaron a editar un puñado de long plays entre 1969 y 1971, los cuales recogen jam sessions experimentales grabadas en esa época, como Psychedelic Underground o Collapsing Singvögel Rückwärts & Co. (1969), y Paradieswärts Düül (1971), el cual fue grabado a fines de 1970 en los Cineton Studios de Múnich.
El núcleo de la banda termina fundiéndose en Amon Düül II, activa a lo largo de la década de 1970, con Chris Karrer, Falk Rogner, Renate Knaup-Kroetenschwanz, John Weinzierl, y Peter Leopold, entre otros músicos.
No obstante un álbum tardío de Amon Düül vio la luz: el doble LP Disaster / Lüüd Noma, de 1972, también producto de aquellas sesiones informales.
Finalmente en 1984 aparece el disco doble Experimente en Alemania, también acreditado a Amon Düül.
Del mismo modo, una suerte de reencarnación de Amon Düül fue llevada a cabo por el guitarrista John Weinzierl en Gran Bretaña durante los años 80, denominada informalmente Amon Düül UK.

## Discografía
- Psychedelic Underground (1969)
- Collapsing Singvögel Rückwärts & Co. (1969)
- Paradieswärts Düül (1971)
- Disaster / Lüüd Noma (1972)
- Experimente (1984)

### Como Amon Düül UK
- Hawk Meets Penguin (1982)
- Meetings With Menmachines - Inglorious Heroes of the Past... (1983)
- Die Lösung (1989)
- Fool Moon (1989)